# Aek Gambir (Padang Bolak)
Aek Gambir is een bestuurslaag in het regentschap Padang Lawas Utara van de provincie Noord-Sumatra, Indonesië. Aek Gambir telt 270 inwoners (volkstelling 2010).